# Richard Rahl
Richard Rahl (También conocido como Richard Cypher) es el protagonista de La Espada de la Verdad, saga de novelas de fantasía épica escritas por Terry Goodkind.  Él es hijo adoptivo de George Cypher y el hermanastro pequeño Michael Cypher. Richard creció siendo un guía de bosque, y junto a su buen amigo el mago Zeddicus Zu'l Zorander.  Cuando era joven se aprendió de memoria El libro de las sombras contadas y lo quemó.
El personaje es interpretado por Craig Horner en la serie de televisión La Leyenda del Buscador en la que la vida de Richard es considerablemente distinta que en las novelas.

## Descripción física
Richard Rahl es un hombre joven con el pelo color marrón claro, ojos grises y poderosos músculos. Richard es descrito como un hombre más grande que la mayoría, con unos hombros muy anchos. Al principio de la saga tiene poco más de 20 años. Sus ojos grises y penetrantes son cualidades numeradas a lo largo de toda la saga. Muchas mujeres en las novelas dicen que es el hombre más apuesto que han visto. Suele llevar tonos propios de la tierra al principio de la saga, como verdes oscuros y marrones. Sin embargo, después, adquiere la vestimenta de Barracus, el Primer Mago durante la Gran Guerra, que consiste en un manto dorado y una túnica negra, con unos brazaletes de plata labrada con símbolos rúnicos. En la cintura lleva bolsas que contienen diversos objetos, principalmente arena de hechicero y arena negra. Lleva la espada de la verdad en la cadera, dentro de la vaina, y a menudo comprueba si sale sin dificultad. Alrededor del cuello lleva, entre otras cosas, un medallón de oro con un rubí incrustado y el agiel de Deena.

## Características generales
Richard siempre está deseoso por aprender y fue nombrado "el Buscador de la Verdad" por su abuelo, Zedd. Siempre insiste en conocer el porqué de las cosas. Él no teme la verdad y en honor a su título, siempre dice la verdad. Sus primeras habilidades fueron un conocimiento íntime sobre las plantas y las hierbas, así como el rastreo, el tallado y el tiro con arco. Richard nació con la habilidad de hacer preguntas que llenan las mentes de las personas de imágenes que contestan la pregunta, aún sin ser su intención, por lo que muchas veces Richard piensa en ella como una maldición. Zedd es como un segundo padre para él. Richard nunca ha ansiado el poder y prefiere estar solo
A pesar de ser el Buscador de la Verdad, Richard siempre ha odiado los acertijos, como los referentes a las profecías, los considera un insulto a la honestidad y los ignora por cuestión de principios. Resuelve los acertijos de la vida, no los de palabras, aunque a pesar de su rechazo también ha tenido que resolver estos últimos.
Durante las novelas Richard descubre que tiene poderes mágicos más poderosos que la mayoría de los magos: posee tanto magia Suma como magia Resta; es un 'Mago Guerrero'. Este poder supone su nivel de conocimiento sobre muchas artes, sobre todo su dominio sobre cualquier tipo de hoja, ya sea de combate o para tallar.

## Historia
Richard Rahl (al principio llamado Richard Cypher) nació y creció en el Valle del Corzo en la Tierra Occidental. Cuando era joven, Richard raras veces se metía en problemas. Como su madre murió por culpa de la ira, Richard nunca perdió los nervios, por lo general podía convertir ceños en amables sonrisas de manera natural. En el caso de que no consiguiera solucionar las cosas hablando, él era bastante rápido y bastante fuerte para acabar con los problemas antes de que nadie resultara herido, y si era necesario, se alejaba. Para ser nombrado 'Buscador', Zedd le hizo liberar su ira, por lo que una vez se convirtió en el 'Buscador de la Verdad', Richard aprendió a canalizar su ira utilizando la espada de la verdad que le entregó Zedd, quien posteriormente se revela que es el abuelo de Richard. La Espada de la Verdad canaliza la ira de Richard y la convierte en una gran cantidad de fuerza de poder, pero él solo puede herir con ella a los que considera realmente enemigos. Más tarde aprende a volver la hoja blanca pudiendo matar también a cualquier persona a la que haya perdonado de corazón, aunque él odia matar. Este poder es utilizado por Richard para matar a Deena, la mord-sith que lo capturó y lo torturó. 

### Muerte de su madre
La madre de Richard murió cuando Richard era niño, lo que le provocó un sentimiento de abandono que reavivó la muerte de su padre. Antes de la muerte de su madre, Richard y su hermano Michael jugaban en la tierra, construyendo casas y fuertes con palos, o luchando con espadas de madera.
Una noche, un hombre enfadado con el padre de Richard por, según él, haberlo engañado llegó a su casa. El hombre perdió los nervios y golpeó la lámpara de la mesa haciendo que cayera, mientras Richard y su hermano estaban durmiendo en la habitación.La caída de la lámpara hizo que se incendiara la casa. El hombre sacó al padre de Richard de la casa golpeándolo, mientras tanto su madre sacó a Richard y Michael de la casa y volvió para intentar salvar algo de valor y se quemó viva. Sus gritos hicieron que el hombre recobrara el control y junto con el padre de Richard intentaron salvarla, pero fue en vano. Lleno de culpa y repulsión por lo que había causado, el hombre huyó gritando.
Esto,  según le había dicho su padre, era el resultado de que un hombre perdiera los nervios.  Esto le hizo temer su propia cólera, y siempre que esta intentaba salir, el la ahogaba.

### Infancia
Richard pasó gran parte de su infancia en el bosque, lo que hizo que conociera a la perfección las plantas locales, pero no por el nombre, sino por la apariencia; así como los caminos principales y ocultos de los bosques del Valle del Corzo y estos se convirtieron en un segundo hogar para él,  a pesar de que rara vez se acercaba al límite, una barrera mágica que separaba la Tierra Occidental de la Tierras Medias y de D'Hara. Cuando Richard era muy pequeño, Zedd lo levaba a recoger hierbas especiales, enseñándole cuáles buscar, donde crecen y porqué. Zedd puso nombre a toda las cosas que veían. Cuando era joven, Richard disfrutaba estando con Zedd mientras su padre estaba muy lejos buscando objetos raros y exóticos.
Un día, después de que volviera de uno de sus viajes, justo cuando Richard era solamente un adolescente, George Cypher hizo que Richard se convirtiera en el guardián y el responsable de un libro secreto, 'El libro de las sombras contadas', que se lo hizo aprender de memoria, antes de que 3 años después lo destruyeran. La destrucción del libro marcó al final de la niñez de Richard y le dio la responsabilidad de recordarlo siempre, lo que vio como un gran honor. Junto al libro, su padre le dio un colmillo. Este diente era la prueba para el verdadero propietario del libro de que el libro no había sido robado, sino rescatado para mantenerlo en buen estado.  Para no perderlo ni que se lo robaran, Richard le pasó una correa de cuero para llevarlo alrededor del cuello. Su cuchillo, su mochila, su capa forestal, sus libros y este diente eran algunos de sus bienes más estimados.
Aproximadamente 5 años antes del principio de la serie, Richard se mudó de la casa de su padre para vivir solo, pero a menudo visitaba la casa de su padre (a diferencia de su hermano Michael). Richard a menudo se sintió frustrado por las críticas insistentes de su hermano (a las cuales no hizo caso), pero pensaba que esto demostraba que su hermano realmente se preocupaba por él.
Richard creció siendo un guía de bosque, llevando importantes viajeros de manera segura por los bosques del Valle del Corzo. Como guía, él a menudo jugaba a juegos de rastreo con otras guías en los Bosques del Valle del Corzo, viendo a que distancia podrían seguirse el uno al otro sin ser descubiertos. Richard era muy bueno en este juego. Para impedir ser seguido, Richard retrocedía, o andaba en círculos. Richard a menudo pasaba sus noches en un pino refugio. Richard solía cocinar para sí mismo en la chimenea sentado en su silla favorita, que chirriaba cada vez que se sentaba.

### Muerte de su padre
Trea semanas antes de que empezara la historia, el hermano de Richard le contó que su padre había muerto, y le avisó que no fuera a la casa de su padre, pero Richard no le hizo hecho caso. Intentando ahorrarle la impresión, la gente no le dejó ver el cuerpo, para que no se viera afectado los charcos de sangre del cuerpo de su padre y el desastre en el que estaba sumido la casa. El único objeto intacto era un jarrón azul que hizo cuando era niño y que su padre usaba para dejarle mensajes cuando se iba de viaje. Dentro encontró una raíz. Tres semanas después encontró unas raíces similares en el bosque y cuando le picaron descubrió que eran raíces serpiente. La muerte de su padre (así como una serie de extraños acontecimientos) levantaron numerosos rumores acerca de la salida de extrañas criaturas del límite.
La pena abrumó a Richard después de la muerte de su padre. Incluso aunque todavía tuviera un hermano, se sentía huérfano y solo. Richard no participó en la búsqueda del asesino de su padre, debido a la intervención de Michael. En cambio, cada día iba a los Bosques del Valle del Corzo en busca de raíces como la que encontró, guardándola en secreto sin que Michael y los demás lo supieran. Algo en su mente le decía que él sabía algo de por qué su padre había sido asesinado, pero lo atribuyó a su pena. 

### Introducción de Kahlan Amnell
Mientras estaba en el bosque, Richard conoció y posteriormente rescató de una cuadrilla que la perseguía para asesinarla a Kahlan. Desde el principio Richard quedó impresionado por su orgullo, integridad, inteligencia y deslumbrante belleza. Pronto se hicieron amigos íntimos, y Kahlan le habló sobre la Tierras Central y sobre la amenaza de Rahl el Oscuro y las cajas del destino.  Viajaron juntos en busca del mejor amigo y, a su vez, mentor, Zedd, quien descubrió que era el Primer Mago. Zedd designó a Richard Buscador de la Verdad.  Richard, Zedd, Kahlan, y su amigo, Chase, viajaron a la tierra Central a través del Puerto Rey para recuperar la última caja del Destino y protegerla de las manos de Rahl el Oscuro; sin embargo, Richard no conoció los inusuales poderes de Kahlan hasta mucho más tarde

## Descripción
Richard Rahl, el hijo de Rahl el Oscuro y nieto de Zedd's, es ahora el Buscador de la Verdad; Lord Rahl el jefe de D'Hara; y el primer mago guerrero en 3000 años. Está casado con la Madre Confesora, Kahlan Amnell.
Como todos los magos, debe guardar un equilibrio en su vida. Esto significaba al principio que no podía comer carne debido a las muertes que causaba. 
Richard no puede utilizar su magia por la relación de esta con sus necesidades y emociones. Por ejemplo cuando su guardia personal (mord-sith) y posteriormente amiga Cara estaba irremediablenmente cerca de la muerte, Richard entró en su mente sin ser consciente, siguiendo sus instintos, cogiendo la muerte y dominándola, haciendo que Cara volviera del Inframundo
Richard es increíblemente leal, metiéndose muchas veces en combates innecesarios para salvar a sus hombres, amigos o a gente inocente. Richard moriría por gente que considerara que se merecen vivir. En la batalla es imparable, y es conocido como "El Portador de la Muerte". Richard puede "bailar con los muertos", lo que significa que siente los sentimientes y los conocimientos de todos los que empuñaron la espada de la verdad antes que él, estos instintos tuvieron como resultado la derrota por parte de Richard de 30 maestro de armas Baka Ban Mana.

## Diferencias entre la serie televisa y en los libros

### Familiares
- Padre: Mientras que en los libros Richard es hijo de Rahl el Oscuro, en la serie televisiva es hijo de Panis Rahl y por lo tanto, hermano de Rahl el Oscuro.
- Madre:  En los libros Richard es hijo de la esposa de George Cypher, mientras que en la serie televisiva es hijo de una mujer que aparece a mediados de la primera temporada, que sin saberlo tuvo una historia de amor con Panis Rahl.
- Hermanos: En los libros Richard tiene varios hermanos, que en la serie televisiva de momento no sido presentados, excepto Jennsen. Aun así, en la serie, Jennsen no es hija de Panis Rahl ya que este murió asesinado por su propio hijo Rahl el Oscuro poco después de nacer Richard.